# Škrlatnordeča kukavica
Škrlatnordeča kukavica (znanstveno ime Orchis purpurea) pripada rodu kukavic (Orchis) iz družine kukavičevke (Orchideaceae). V primerjavi z drugimi kukavicami je lahko škrlatnordeča precej visoka, cvetovi pa so razmeroma veliki.

## Razširjenost
To je vrsta, ki jo lahko najdemo v večini delov Evrope, severni Afriki, Turčiji in na Kavkazu. Raste raste na toplih in vlažnih tleh, predvsem po svetlih gozdovih, ob robu gozda in med grmovjem. Običajno raste posamič, včasih pa po več skupaj.

## Opis rastline
Škarlatnordeča kukavica zraste od 25-80 cm. Steblo je v zgornjem delu lahko škrlatne barve. Socvetje je gostocvetno in je lahko visoko tudi do 25 cm. Cvetovi so škrlatne barve in so veliko do 2 cm. Trokrpa medena ustna je belo rožnata z rdečimi pikami in je skoraj dvakrat daljša od drugih cvetnih listov. Srednja krpa je iz dveh delov, med katerima je majhen zobec.
Stebelni listi zgoraj tesno obdajajo steblo.

## Identifikacija
Škrlatnordečo kukavico lahko zamenjamo z čeladasta kukavica (Orchis militaris) ali z opičja kukavica (Orchis simia). Te tri vrste se med seboj pogosto križajo. Zato jih je težje identificirati, čeprav je oblika medene ustne različna pri vsaki vrsti.